# Thai Orange Hot
Il Thai Orange Hot è una cultivar di peperoncino della specie Capsicum annuum, originaria della Thailandia ed è una varietà considerata tradizionale e molto produttiva.

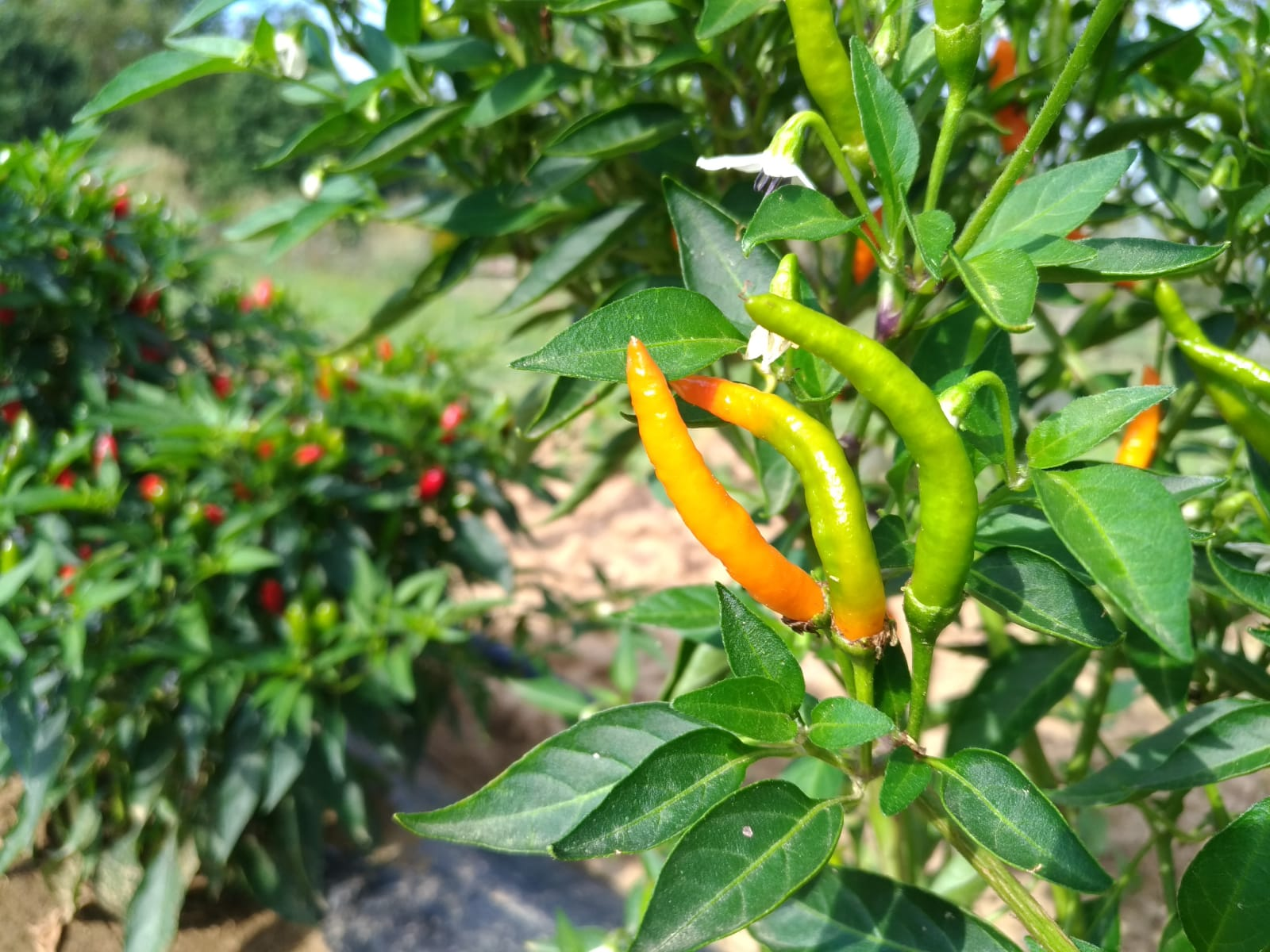
peperoncino Thai Orange

Nella Scala di Scoville registra un valore di circa 15.000 SHU.
La pianta della varietà di peperoncino Thai Orange Hot durante la crescita si presenta molto vigorosa con un portamento eretto e ramificato raggiungendo un’altezza di 1,50 metri ed un’estensione di 0,80 metri.